# Dalea rupertiana
Dalea rupertiana es una especie perteneciente a la familia Fabaceae. El nombre de la especie se dedica a la memoria de Rupert Charles Barneby (1911-2000), botánico oriundo de Inglaterra, radicado por muchos años en los Estados Unidos de América. La familia preferida por Barneby eran las fabáceas y sus dos obras cumbre “Atlas of North American Astragalus” y “Daleae imagines” son muestras pocas veces vistas.

## Clasificación y descripción
Arbusto hasta de 70 cm de alto; tallos ramificados; hojas de 0,6 a 1,3 cm de largo, estípulas subuladas, de 1 mm de largo, peciolo hasta de 3 mm de largo, foliolos 5 a 7(9), de (1,5)2 a 3,2 mm de largo; inflorescencias en forma de espigas terminales de 3 a 7 cm de largo, sobre pedúnculos hasta de 4 cm de largo, por lo general con 10 a 25 flores, brácteas de 2 mm de largo, cafés; cáliz de 3 a 4 mm de largo; corola blanca; estambres 10, de 4 a 5 mm de largo, anteras de 0,5 a 0,6 mm de largo; fruto oblicuamente triangular, de 2,2 a 2,8 mm de largo; semilla de color café claro, lisa, casi de la misma longitud.

## Distribución
Se encuentra en México, Guanajuato, rancho La Purísima, municipio de San Luis de la Paz.

## Hábitat
Matorral de arbustos sobre terreno plano, altitud de 2000 m s. n. m.

## Estado de conservación
La especie nueva solo se conoce de la colecta original, realizada en el noreste de Guanajuato y sin duda representa un endemismo estrecho.